# BoyWithUke
Charley Yang (ur. 25 sierpnia 2002) znany jako BoyWithUke – amerykański piosenkarz indiepopowy. Zyskał popularność na platformie internetowej TikTok dzięki swojemu viralowemu singlowi „Toxic”. Obecnie jest niezależny po opuszczeniu Mercury Records.

## Kariera

### 2020–2021: Początki na TikToku i „Toxic”
Charley Yang zaczął nagrywać na TikToku w 2020 roku. We wrześniu 2021 roku Yang wydał swoją rozszerzoną EP-kę „Faded”, na której znajduje się singiel „Toxic". Singiel osiągnął pierwsze miejsce na liście przebojów Billboard Alternative Airplay po tym, jak znajdował się na listach przebojów przez trzydzieści jeden kolejnych tygodni. Później został wyjęty z EP „Faded" i umieszczony w albumie Serotonin Dreams.

### 2021–2022: Republic Records i „Serotonin Dreams"
Pod koniec 2021 roku podpisał kontrakt z wytwórnią Republic Records. W 2022 roku wydał singiel „IDGAF” z udziałem Blackbeara z jego albumu Serotonin Dreams. Wydał tenże debiutancki album pod szyldem Republic Records z jego głównym singlem „Toxic”. Zadebiutował na 7. miejscu list przebojów Billboard Alternative Airplay i Billboard 200. Po wydaniu albumu znalazł się na liście dziesięciu najlepiej wschodzących artystów na liście Billboard.
Przez lato 2022 roku występował przed trio AJR podczas ich OK Orchestra Tour.

### 2023-obecnie: „Lucid Dreams"i ujawnienie twarzy
24 lutego wydał EP-kę o tytule Antisocial, zawierającą zadebiutowany już singiel „Rockstar”, ale też 2 nowe utwory „idtwcbf (friends)" i „Nosedive"
7 kwietnia 2023 roku wydał singiel „Out Of Reach.
3 sierpnia 2023 roku wydał singiel „Trauma”.
6 października 2023 roku wydał czwarty album pt. "Lucid Dreams". Poprzedziły go single „Rockstar”, „Trauma” i „Migraine”, a „Problematic” został wydany jako singiel w dniu premiery albumu. Yang stwierdził, że "Lucid Dreams" będzie ostatnim albumem z sagi „Dreams”.
Yang po raz pierwszy ujawnił swoją twarz 9 października 2023 r., pod koniec teledysku do utworu „Homesick”. Następnego dnia na Instagramie ujawnił swoją twarz i imię. W tym samym poście stwierdził, że maska dodawała mu pewności siebie w przeszłości, ale teraz negatywnie wpływa na jego zdrowie fizyczne i psychiczne.
31 Maja 2024 roku wydał singiel "Can You Feel It?".

## Wygląd i twórczość
Do października 2023 roku Yang nosił maskę dwoma dużymi diodami LED, aby zapewnić sobie anonimowość. Jego muzyka głównie koncentrowała się wokół gry na ukulele, lecz teraz zaczął korzystać z większej ilości instrumentów. Samodzielnie komponuje swoją muzykę w GarageBand ze swojego iPada. Jego słynne piosenki to „Two Moons”, „Long Drives”, „Loafers” i „Sick of U” (z udziałem Olivera Tree). Jego mniej znane utwory to „Prairies”, „She Said No”, „Contigo” i kilka z Fever Dreams, w tym „Psycho”, „Out of Tune”.

## Życie osobiste
Podczas występu na Seoul Jazz Festival Yang ujawnił, że urodził się w Daegu w Korei Południowej.
Ujawnił, że mieszka w Massachusetts. Stwierdził, że był zmuszany do grania muzyki klasycznej od czwartego roku życia, ale później to porzucił. Następnie wznowił działalność muzyczną poprzez komponowanie muzyki w szkole średniej. Ukrywał swoją tożsamość, ponieważ chciał, aby ludzie zwracali uwagę na muzykę i talent, a nie na jego wygląd. 10 października 2023 roku twórca ujawnił swój wizerunek na platformie Instagram. Od tamtego momentu można znaleźć jego wizerunek również na jego kanale YouTube. 

## Dyskografia

### Albumy
- Melatonin Dreams (22 stycznia 2021)[13]
- Fever Dreams (4 czerwca 2021)[14]
- Serotonin Dreams (6 maja 2022)[15]
- Lucid Dreams (6 października 2023)[16]

### EP-ki
- Trouvaille (5 Marca 2021)[potrzebny przypis]
- Faded (10 Września 2021)[potrzebny przypis]
- Antisocial (24 Lutego 2023)[potrzebny przypis]

### Single
- Small Fry (2 kwietnia 2021)[potrzebny przypis]
- Toxic (29 października 2021)[17]
- Long Drives (21 stycznia 2022)[18]
- IDGAF (18 marca 2022)[19]
- Sick of U (30 września 2022)[20]
- Rockstar (10 Lutego 2023)[21]
- Out Of Reach (7 Kwietnia 2023)[6]
- Trauma (4 Sierpnia 2023)[7]
- Migraine (22 Września 2023)[22]
- Problematic (6 Października 2023)[23]
- Can You Feel It? (31 Maja 2024)[8]